# Alain Billiet

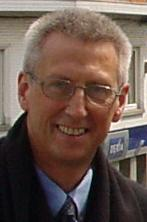
Alain Billiet.

Alain Billiet (Bruges, 1951) é um designer gráfico belga. É o criador do símbolo do euro (€).
A criação do logo foi proposta pela Comissão Européia em 1996. Alain Billiet realizou, sob a direção do líder do projeto Jean-Pierre Malivoir, uma série de oito esboços que resultou no logo final.